# Зверовщиков, Александр Евгеньевич
Александр Евгеньевич Зверовщиков (род. 31 августа 1965, Пенза, РСФСР, СССР) — российский учёный в области технологии машиностроения. Доктор технических наук, профессор. Заведующий кафедрой «Технологии и оборудование машиностроения» ПГУ.

## Биография
Родился 31 августа 1965 г. в Пензе.
В 1987 году с отличием окончил ППИ по специальности «технология машиностроения, металлорежущие станки и инструменты».
Работу по специальности начал во время обучения: студентом участвовал в ряде НИР и ОКР в роли конструктора и исследователя. Начал работать в политехническом институте с 1987 года. В 1987 году поступил в очную аспирантуру. Работал в институте на должностях ассистента, старшего преподавателя, доцента.
С 2016 года заведующий кафедрой «Технологии и оборудование машиностроения» ПГУ.

## Научная деятельность
В 1992 году защитил диссертацию на соискание учёной степени кандидата технических наук в Саратовском политехническом институте (ныне — Саратовский государственный технический университет им. Ю. А. Гагарина) на тему «Разработка технологии объёмной обработки деталей в контейнерах с планетарным вращением при переносном движении водила».
В 2013 году защитил диссертацию на соискание учёной степени доктора технических наук в ПГУ на тему «Технологическое обеспечение качества поверхностей деталей при многофункциональной центробежно-планетарной объёмной обработке».
С 2010 года осуществляет научное руководство подготовкой кандидатов технических наук.
Области научных интересов: абразивная объёмная обработка, технология, станки, инструменты для обработки различных по свойствам материалов, финишная и прецизионная обработка резанием, изучение взаимосвязей технологии изготовления машин с их надежностью, точностные параметры деталей и их взаимосвязь при механической обработке, САМ системы, программирование оборудования с ЧПУ, проектирование аппаратуры химического машиностроения.
Член Всемирного союза машиностроителей (2011), член-корреспондент Международной академии информатизации (2010), член диссертационного совета Д 212.186.03. В 2011—2017 гг. в рамках Федеральной целевой программы «Национальная система химической и биологической безопасности Российской Федерации» работал главным инженером проектов «Разработка технологий, обеспечивающих ликвидацию различных химически опасных отходов, находящихся на территории накопителей, свалок и захоронений, на основе методов сверхкритического водного окисления и пиролиза в восстановительной среде без процесса горения», «Разработка новых научно-технических решений по безреагентной очистке воды с различной степенью загрязнения, в том числе при ликвидации чрезвычайных ситуаций и изготовление на их основе блочно-модульной автономной установки водоподготовки с автоматизированной системой управления и дистанционным контролем качества очищенной воды». Является специалистом в области CAM/CAE систем фирмы Autodesk («Delcam»), имеет обширный опыт консалтинговой деятельности на промышленных предприятиях по внедрению новых технологий проектирования и обработки.
24 октября 2021 года стало известно, что ученые ПГУ под руководством А. Е. Зверовщикова разработали способ получения порошка со сферической формой частиц из карбида вольфрама. Он необходим для производства высококачественных металлорежущих инструментов и превосходит по характеристикам сырьё, которое используется в российской промышленности.
Руководитель научно-педагогической школы ПГУ «Разработка перспективных технологий и автоматизация технологической подготовки производства».

## Публикации
Автор около 150 научных и научно-методических работ, в том числе учебника, пяти учебных пособий, одной монографии. Получил 15 авторских свидетельств и патентов на изобретения. Кроме основной специальности, имеет труды в области педагогики, экономики.
Некоторые труды:
- Зверовщиков, А. Е. Динамические характеристики уплотненной массы рабочей загрузки при объемной центробежной обработке деталей / В. З. Зверовщиков, А.Е Зверовщиков; Известия высших учебных заведений. Поволжский регион. Технические науки, — 2007. -№ 1. — с.140…150.

- Зверовщиков, А. Е. Повышение эффективности объемной центробежной отделочно-упрочняющей обработки деталей в контейнерах с планетарным вращением [Текст] / В. З. Зверовщиков, А. Е. Зверовщиков, Е. А. Зверовщиков // Упрочняющие технологии и покрытия. — 2007. — № 12. — С. 3-10.

- Зверовщиков, А. Е. Финишная обработка поверхностей деталей эластичными абразивными «брусками», уплотненными крыльчаткой/ Зверовщиков В. З., Зверовщиков, А. Е., Агейкин И. В.// Производственно-технический журнал «Новые промышленные технологии» ЦНИЛОТ Департамента промышленности ядерных боеприпасов. −2009.-№ 3.

- Зверовщиков, А. Е. Моделирование взаимодействия полимерных гранул с обрабатываемыми поверхностями деталей при центробежной объемной обработке в контейнерах с планетарным вращением [Текст] / В. З. Зверовщиков, А. Е. Зверовщиков, Е. В. Зотов // Известия высших учебных заведений. Поволжский регион. Технические науки. — 2009. — № 3 (11). — С. 162—171.

- Зверовщиков, А.Е. О формировании шероховатости поверхности на труднодоступных участках профиля детали при объемной центробежной обработке гранулированными средами [Текст] / В. З. Зверовщиков, А. В. Понукалин, А. Е. Зверовщиков // Известия высших учебных заведений. Поволжский регион. Технические науки. — 2010. — № 3 (15). — С. 114—122.

- Зверовщиков, А.Е. О разрушении облоя на полимерных деталях при низкотемпературной центробежно-планетарной обработке / И. И. Воячек, А. Е. Зверовщиков, Е. А. Зверовщиков // Известия поволжских вузов. Технические науки. — 2011. — № 2. — С. 141—149.

- Зверовщиков, А. Е. Технологическое обеспечение шероховатости при подготовке поверхностей деталей для восстановления / В. З. Зверовщиков, А. Е. Зверовщиков, Ю. И. Просвирнин, Е. В. Зотов // Ремонт, восстановление, модернизация. — 2011. — № 6. — С. 42-47.

- Зверовщиков, А. Е. Совершенствование технологии отделочно — зачистной обработки полимерных деталей в контейнерах с планетарным вращением [Текст] / И. И. Воячек, А. Е. Зверовщиков, Е. А. Зверовщиков // Ремонт, модернизация, восстановление. — 2011. — № 10. — С.43-49

- Зверовщиков, А. Е. Моделирование центробежной отделочно-упрочняющей обработки деталей в контейнерах с планетарным вращением для оптимизации технологических режимов / В.З Зверовщиков, С. А. Нестеров, А. Е. Зверовщиков, П. А. Гурин // Известия вузов. Поволжский регион. Технические науки. 2012. № 7. С. 141—149.

- Зверовщиков, А. Е. Совершенствование процесса объемной центробежной обработки пустотелых деталей / А. Е. Зверовщиков, Д. Ю. Комаров // Ремонт, восстановление и модернизации. 2012. № 12. С. 13-16.

- Зверовщиков, А. Е. Совершенствование технологии объемной центробежной обработки деталей из легированных сталей и титановых сплавов / А. Г. Схиртладзе, В. З. Зверовщиков, А. Е. Зверовщиков, Д. Ю. Комаров // Технология металлов. 2013. № 3. С. 14-23.

- Зверовщиков, А. Е. Оценка технологических возможностей рабочих тел при объемной центробежно-планетарной обработке / А. Е. Зверовщиков, // Ремонт, восстановление и модернизация. 2013. № 4. С. 8-13.

- Зверовщиков, А.Е.. Совершенствование центробежной отделочно-упрочняющей обработки на основе моделирования взаимодействия рабочих тел с микрорельефом поверхностей деталей / В. З. Зверовщиков, А. Е. Зверовщиков, В. А. Скрябин, П. А. Гурин // Ремонт, восстановление, модернизация. 2013. № 5. С. 34-38.

- Зверовщиков, А. Е. Расширение технологических возможностей объемной центробежно-планетарной обработки/ А. Е. Зверовщиков, //Наукоемкие технологии в машиностроении. 2013. № 7. С.17-23

Патенты РФ
1. А. с. 1627382 СССР М. Кл. В24 В 31/104. Способ обработки деталей и устройство для его осуществления / Мартынов А. Н., Зверовщиков В. З., Зверовщиков А. Е., Манько А. Т. (СССР). — № 4489426/08 ; заявл 03.10.1988 ; опубл. 15.02.1991, Бюл. № 6.
2. А. с. 1675069 СССР, МКИ4 В24 В 31/14. Гранула наполнителя для объемной обработки деталей / Мартынов А. Н., Зверовщиков А. Е. -№ 472825/08 ; заявл. 08.08.1989 ; опубл. 14.03.1991, Бюл. № 33.
3. А. с. 1705040 СССР, МКИ5 В24 В 31/104. Способ центробежной абразивной обработки деталей и устройство для его осуществления / Мартынов А. Н., Зверовщиков А. Е., Афонин М. Д., Денисов Ю. В., Багринцев Ф. Г. — № 4725317/08 ; заявл. 02.08.1989 ; опубл. 15.01.1992, Бюл. № 2.
4. А. с. 1749004 СССР, МКИ4 В24 В 31/14. Способ отделочно-зачистной обработки и устройство для его осуществления / Мартынов А. Н., Зверовщиков В. З., Зверовщиков А. Е., Афонин М. Д. — № 4796490/08 ; заявл. 27.02.1990 ; опубл. 23.07.1992, Бюл. № 27.
5. А. с. 1761446 СССР, МКИ4 В24 В 31/14. Устройство для центробежной абразивной обработки / А. Н. Мартынов, В. З. Зверовщиков, А. Е. Зверовщиков. — № 4796396/08 ; заявл. 26.02.1990 ; опубл. 15.09.1992, Бюл. № 34.
6. Пат. 2227781 Российская Федерация, МПК6 B 29 °C 37/02. Способ удаления облоя и грата с изделий из полимерных материалов / Зверовщиков В. З., Зверовщиков А. Е., Переседов Д. И., Ломакин В. А. ; заявитель и патентообладатель Пенз. гос. ун-т. — № 2003116828/12 ; за-явл 04.06.2003 ; опубл. 27.04.2004, Бюл. № 19.
7. Пат. 2302940 Российская Федерация, МПК7 B24 b31/10. Способ камерной абразивной обработки и устройство для его осуществления / Зверовщиков А. Е., Зверовщиков В. З., Зверовщиков Е. А. ; заявитель и патентообладатель Пенз. гос. ун-т. — № 2006101416/02 ; заявл. 18.01.2006 ; опубл. 20.07.2007, Бюл. № 20.
8. Пат. 2304503 Российская Федерация, МПК7 B24 b 31/104. Устройство для центробежной обработки деталей / Зверовщиков В. З., Зверовщиков А. Е., Зверовщиков А. В., Белашов М. В. ; заявитель и патентообладатель Пенз. гос. ун-т. — № 2006104568/02 ; заявл. 14.02.2006 ; опубл. 20.08.2007, Бюл. № 23.
9. Пат. 2365484 Российская Федерация, МПК B24 B31/104. Способ центробежной обработки деталей и устройство для его осуществления / Зверовщиков В. З., Зверовщиков А. Е., Зверовщиков А. В., Агейкин И. В. ; заявитель и патентообладатель Пенз. гос. ун-т. — № 2008105558/02 ; заявл. 13.02.2008 ; опубл. 27.08.2009, Бюл. № 24.
10. Пат. 2401730 Российская Федерация, МПК7 B24 b 31/104. Спо соб центробежной абразивной обработки деталей / Зверовщиков В. З., Зверовщиков А. Е., Нестеров С. А., Зотов Е. В., Юртаева Е. В. ; зая витель и патентообладатель Пенз. гос. ун-т. — № 2009109496/02 ; заявл. 16.03.2009 ; опубл. 20.10.2010, Бюл. № 29.
11. Пат. 2470760 Российская Федерация, МПК В24 В 31/14. Абразивная гранула / Зверовщиков В. З., Зверовщиков А. Е, Понука-лин А. В., Зверовщиков Е. А. ; заявитель и патентообладатель Пенз. гос. ун-т. — № 2011118265/02 ; заявл. 05.05.2011 ; опубл. 27.12.2012, Бюл. № 36.
12. Пат. 2466007 Российская Федерация, МПК В24 В31/104. Способ центробежной абразивной объемной обработки пустотелых деталей / Зверовщиков В. З., Зверовщиков А. Е., Комаров Д. Ю. ; заявитель и патентообладатель Пенз. гос. ун-т. — № 2011127192/02 ; заявл. 01.07.2011 ; опубл. 10.11.2012, Бюл. № 31.